# Fotovoltaická elektrárna Ševětín
Fotovoltaická elektrárna Ševětín v okrese České Budějovice je s 29,9 MW instalovaného výkonu třetí největší fotovoltaická elektrárna v České republice. Současným vlastníkem elektrárny je ČEZ, který vlastní provozovatele elektrárny společnost GENTLEY a.s. ČEZ do projektu vstoupil v samém závěru roku 2009, dodavatelem stavby bylo několik společností. Elektrárna byla zprovozněna v prosinci 2010, zaujímá plochu 60 ha.

## FVE Ševětín v politice ČEZ
Do té doby největším solárním projektem ČEZ byla FVE Hrušovany s výkonem 3,7 MW. Do září 2010 státní ČEZ koupil už šest solárních projektů v ceně asi deset miliard korun s celkovým plánovanými výkonem 107 MWp, čímž se český stát stal největším investorem do tohoto oboru podnikání, který je extrémně zvýhodněnými výkupními cenami mohutně dotován ze strany státu. Podle článku Hospodářských novin ze září 2010 překotné nákupy téměř hotových fotovoltaických projektů odhalují vliv „politických kmotrů“. Společnost Gentley koupil ČEZ za cenu kolem 2,8 miliardy korun, předtím jí obchodního rejstříku ovládali Norbert Ostrčil (advokát Tomáše Pitra) a Zuzana Steinigerová.
Ředitel ČEZ Martin Roman k tomu řekl: „I my jsme proti nesmyslnému solárnímu šílenství. Jenomže když už někdo získá pozemek, územní rozhodnutí, stavební povolení, smlouvu o připojení, pak je jasné, že elektrárna stejně vznikne. V tom případě je lepší, když zisky z provozu budou končit u českého státu, třeba i prostřednictvím ČEZ, než v zahraničí. Když ne my, pak připravené projekty koupí někdo jiný.“ Autor článku v Hospodářských novinách však soudí, že solární magnáti by své projekty často nespustili, kdyby jim ČEZ nepomohl.

## Schvalování a výstavba
Zastupitelstvo městyse 3. července 2008 vyjádřilo se záměrem FVE na pozemcích č. 561/15 a 561/17 v k. ú. Ševětín, představeným společností společnosti ISOFEN, s. r. o., souhlas hlasy všech 13 přítomných. Místostarosta Petr Lenc při projednání uvedl, že využití pozemků k jiným účelům je problematické z důvodu nedostatečné infrastruktury a blízkosti čistírny odpadních vod a železnice, a tudíž ani návrh nového územního plánu nestanovuje konkrétní využití. Starosta uvedl, že v případě vydání souhlasu bude připraven návrh 4. změny územního plánu a procesy směřující k územnímu rozhodnutí a vydání stavebního povolení, během nichž se bude moci vyjádřit široká veřejnost.
K projektu se na svém webu hlásí firma Lumen a. s., za niž kvůli rozsahu na projektu pracují dva týmy. V září 2010 na svém webu inzerovala, že výstavba byla zahájena v březnu 2010 a předpoklad dokončení je září 2010.